# Walker (film)
Walker è un cortometraggio del 2012 scritto e diretto da Tsai Ming-liang. Il protagonista del cortometraggio è Lee Kang-sheng, attore feticcio del regista.
Il regista Tsai Ming-Liang è noto per le sue inquadrature statiche e particolarmente durature. In questo cortometraggio l'inquadratura più lunga dura ben 4 minuti e 50 secondi. 
Il cortometraggio è completamente senza dialoghi.

## Trama
Un monaco cammina per Hong Kong. Il monaco muove i suoi passi molto lentamente al contrario della folla di gente che vi passa accanto presa dalla propria frenetica vita, mettendo in risalto come l'uomo moderno sia sempre più sbrigativo nelle proprie azioni. Alla fine della sua camminata per la metropoli, iniziata al mattino e terminata a tarda notte, il protagonista inizia a mangiare l'hamburger che si porta dietro dall'inizio del percorso.